# Pere López i Agràs
Pere López i Agràs és un polític andorrà, líder del Partit Socialdemòcrata d'Andorra.

## Trajectòria

### Ministre al govern de Jaume Bartumeu
L'any 2008 va ser triat ministre d'Economia pel cap de Govern Jaume Bartumeu que va guanyar les eleccions de l'any amb una victòria històrica, però no majoritària.

### Escollit com a líder del PS
El Partit Socialdemòcrata d'Andorra va celebrar eleccions primàries l'any 2015 on va ser triat ell com a cap de llista per a les eleccions generals. Les eleccions van estar marcades per l'accés a la nacionalitat dels residents estrangers a Andorra, la inversió estrangera i els drets socials al país. Alexandre Rosell i Pere López van ser els candidats a unes primàries que el partit va voler obrir també als residents estrangers a Andorra, fent un pas de gegant en comparació a d'aquell que van fer els socialistes francesos. Així, el vot va obrir-se a tot aquell que, residint a Andorra, sigui quina fos la seva nacionalitat, volgués votar per un candidat o l'altre. L'obertura anava perfectament en coherència a la reclama que fa el partit: reduir els anys d'estada per obtenir la nacionalitat, fent que així hi hagi més integració i cohesió social al país entre andorrans i residents. O això era el que asseguraven. Pere López va ser finalment el candidat electe per un 75% de vots a favor. Tanmateix, va guanyar l'opció més conservadora dels dos candidats. Pere López proposava, en aquest sentit, una reducció a 15 anys per obtenir la nacionalitat, mentre que Alexandre Rossell en proposava 5. Per obtenir la nacionalitat en aquell moment calia estar-se al país uns 20 anys, mentre que a tots els països de la Unió Europea només cal estar-se 5 anys.